# Hypselodoris emma
Espèce
Hypselodoris emma une espèce de nudibranches de la famille des Chromodorididae.

## Répartition et habitat
Cette espèce se rencontre dans le bassin Indo-Pacifique depuis les Maldives jusqu'au Viêt Nam et l'Indonésie. Son habitat est la zone récifale externe, sur les sommets ou sur les pentes jusqu'à la zone des 30 m de profondeur.

## Description
Cette espèce peut mesurer jusqu'à 30 mm de longueur totale.
Le corps est allongé et de forme ovale, la jupe du manteau est étroite sauf sur la face antérieure ou elle forme un voile au-dessus de la cavité buccale.
Le pied dépasse sur la partie antérieure formant une pointe.
La couleur de fond du pied et du manteau est crème à jaune pâle.
Le bord périphérique externe du pied et du manteau est mauve à violet.
La face dorsale est marquée par trois lignes mauve à violet longitudinales allant des rhinophores au bouquet branchial.
Entre les lignes dorsales, il y a souvent une coloration brune plus ou moins intense selon les individus.
Les rhinophores et le bouquet branchial sont orange vif.
La ponte est orange.

## Éthologie
Cet Hypselodoris est benthique et diurne, se déplace à vue sans crainte d'être pris pour une proie de par la présence de glandes défensives réparties dans les tissus du corps.

## Alimentation
Hypselodoris  emma se nourrit principalement d'éponges.

## Systématique
Le nom valide complet (avec auteur) de ce taxon est Hypselodoris emma Rudman, 1977.
Hypselodoris emma a pour synonyme :
- Hypselodoris katerythros Yonow, 2001

### Publication originale
- (en) William B. Rudman, « Chromodorid opisthobranch Mollusca from East Africa and the tropical West Pacific », Zoological Journal of the Linnean Society, Royaume-Uni, vol. 61,‎ 1977, p. 351-397 (ISSN 0024-4082, e-ISSN 1096-3642).